# پیپی (بازیکن فوتبال، زاده ۲۰۰۳)
پیپی (انگلیسی: Pipi؛ زادهٔ ۲۴ اکتبر ۲۰۰۳) بازیکن فوتبال است.
وی همچنین در تیم ملی فوتبال زیر ۱۷ سال ژاپن بازی کرده‌است.